# An Officer and a Murderer
An Officer and a Murderer is een Canadese film uit 2012 van Norma Bailey.

## Verhaal
Russell Williams (Gary Cole), bij vrienden en familie bekend als 'Russ', is een kolonel in de Royal Canadian Air Force. Hij wordt bevorderd tot basiscommandant op Canadian Forces Base Trenton en viert de bevordering met zijn vrouw Mary Elizabeth Harriman (Nahanni Johnstone) op haar liefdadigheidsinzamelingsfeest. Zowel Russ als Mary zijn gerespecteerde leden van hun kleine gemeenschap in Tweed, Ontario. De nacht na het liefdadigheidsevenement breekt een man met een capuchon in de kamer van een jong meisje in terwijl ze weg is met familie, en steelt ondergoed, bh's en een foto van het meisje op het strand. Deze indringer krijgt een gezicht bij de volgende inbraak. Russell blijkt de dader te zijn nadat hij ondergoed en seksspeeltjes heeft gestolen en zich in de kast van een vrouw heeft verstopt terwijl zij 's nachts naar haar huis terugkeert. Russ laat een bericht achter op haar computerscherm voordat hij het huis verlaat, en gebruikt slechte grammatica in een poging om eventuele onderzoekers op een dwaalspoor te brengen.
In de loop van de film wordt Russ steeds brutaler en zijn misdaden escaleren van inbraak tot aanranding, verkrachting en uiteindelijk moord. Omdat de stad de dader heeft bestempeld als de "Tweed Creeper", grijpt Russ elke gelegenheid aan om te zeggen hoe walgelijk hij de daden van deze man vindt. Niemand wantrouwt de commandant van de Trenton-basis.
Detective Jennifer Dobson, een plaatselijke politieagente, vormt een team met detective Nick Gallagher uit Toronto - die op uitwisseling is in Tweed - om de reeks inbraakzaken te onderzoeken. Ze volgen het spoor van Russ via vele overvallen, alsook de moord op korporaal Marie-France Comeau, een onderofficier onder het bevel van de kolonel. De grote doorbraak van de detectives komt wanneer Dobson op patrouille rondrijdt en een voertuig ziet dat geparkeerd staat in een veld naast een huis. Ze doet een snel onderzoek en als ze niemand thuis aantreft, gaat ze verder. Wanneer de vrouw die in dat huis woonde, Jessica Lloyd, als vermist wordt opgegeven en de SUV verdwenen is, start de politie een onderzoek naar het voertuig. Door middel van verkeerscontroles komt de politie tot de conclusie dat de loopvlakken van de banden overeenkomen met het voertuig van kolonel Williams. De rechercheurs bedenken een plan om Russ op te roepen met het verhaal dat ze zijn hulp nodig hebben in de cold case. Hij geeft vrijwillig toe en beantwoordt enkele routinevragen. Russell trekt zijn laarzen uit in de gang, en terwijl hij in de verhoorkamer zit met Detective Gallagher, controleert Detective Dobson zijn laarsafdrukken. Als ze overeenkomen met die gevonden op de plaatsen van de misdaden, worden twee teams ingezet om Russell's Tweed huis en zijn kantoor op de Trenton basis te doorzoeken. De slipjes en beha's worden gevonden, samen met een duizelingwekkende hoeveelheid foto- en videobewijs, en een overzicht van alle ondergoed dat hij had gestolen.
In de verhoorkamer schakelt Gallagher over van koetjes en kalfjes naar een meer serieuze en indringende manier van ondervragen. Uiteindelijk voegt Dobson zich bij Gallagher en informeren ze Russell Williams over al het bewijs dat ze tegen hem hebben gevonden. De detectives dwingen een bekentenis af van de kolonel en hij wordt ontdaan van zijn rang en zijn onderscheidingen. Zijn vrouw, zijn vrienden, zijn overgebleven slachtoffers en zijn gemeenschap worden achtergelaten om met de nasleep daarvan om te gaan, evenals de 3000 militairen die onder zijn bevel stonden.

## Rolverdeling
- Gary Cole - Colonel Russell Williams
- Laura Harris - Detective Jennifer Dobson
- Rossif Sutherland - Detective Nick Gallagher
- Nahanni Johnstone - Mary Elizabeth Harriman
- Catherine Disher - Captain Catherine Novak
- Zoé De Grand Maison - Beth Pelway
- Tom Barnett - John Pelway
- Shannon Doyle - Trudy Pelway
- David Ferry - Charlie Straw
- Lisa Ciara - Jessica Lloyd
- Peyton Kennedy - Gwen Pelway

## Prijzen en nominaties
| Jaar | Prijs                         | Categorie                                                                           | Genomineerde            | Resultaat   |
| ---- | ----------------------------- | ----------------------------------------------------------------------------------- | ----------------------- | ----------- |
| 2013 | Canadian Cinema Editors Award | Best Editing in Television Movie or Mini-Series                                     | Ron Wisman              | Gewonnen    |
| 2013 | DGC Craft Award               | Picture Editing - Television Movie/Mini-Series                                      | Ron Wisman              | Gewonnen    |
| 2013 | DGC Team Award                | Television Movie/Mini-Series                                                        | /                       | Genomineerd |
| 2014 | Canadian Screen Award         | Best Performance by an Actor in a Leading Role in a Dramatic Program or Mini-Series | Gary Cole               | Genomineerd |
| 2014 | Canadian Screen Award         | Best Original Music Score for a Program                                             | Jono Grant/Robert Carli | Genomineerd |
| 2014 | Canadian Screen Award         | Best Writing in a Dramatic Program or Mini-Series                                   | Keith Ross Leckie       | Genomineerd |